# Кременчуцька спеціалізована школа № 7
Кременчу́цька гімназія  № 7 — заклад загальної середньої освіти №7 розташований у Кременчуці 

## Спортивно-масова робота
У 2003 створено систему спортивно-масової роботи у гімназії яка включає такі форми: відкриття (перші дні вересня) і закриття (останні дні травня) гімназійної спартакіади, Мала спартакіада (для учнів початкових класів), Свято Легкої Атлетики, Дні Здоров'я (раз на семестр), конкурс спортивно-гімнастичних виступів, конкурс на найкращу програму ранкової гімнастики, спортивно-туристичні змагання «Турист-початківець», «Старти надій» та «Веселі старти», Свято рухливих ігор, Марш-парад фізкультурників, Свято музики і руху, змагання юних велосипедистів, День особистих рекордів, конкурс на звання «Спортивний клас», «Козацькі забави», Декада футболу, День веселих змагань на природі.

## Матеріальна база
У гімназії створена база для проведення оздоровчих і спортивних заходів:
- спортивний зал
- гімнастичний зал
- танцювальний клас
- тенісний зал
- шаховий кабінет
- тренажерний зал
- на подвір'ї облаштовані майданчики для волейболу, баскетболу, футболу, легкоатлетична доріжка, тренажерне містечко.

Гімназія має необхідний спортивний інвентар для проведення ефективних занять фізичною культурою та туристичне обладнання.